# Ксифиас
Ксифиас (греч. Ξιφίας, «рыба-меч») — греческая подводная лодка (в действительности именовалась «ныряющей» — греч. καταδυόμενον, повторяя французскую терминологию той эпохи) Действовала в Первую мировую войну. Эта была третья подводная лодка в истории греческого флота и вторая и последняя подводная лодка класса Дельфин.

## История подлодки
Вместе с головной подлодкой Дельфин I, Ксифиас была заказана в 1910 году на верфи в Тулоне Франция. Была передана в королевские Военно-морские силы Греции в марте 1913 года, уже по окончании Первой Балканской войны и не приняла участие в морских операциях против османского флота.
Как и однотипная Дельфин I, Ксифиас имела механические проблемы и недостаточные операционные возможности; Подлодка была мало использована в последующие годы.
Ксифиас вместе с Дельфином, и другими кораблями греческого флота, были конфискованы французами в 1916 году, во время греческого Национального раскола.Когда подлодки были возвращены греческому флоту в 1919 году, они были в плохом состоянии, и в следующем году были списаны. В последующие годы Ксифиас была использована как водолей.

## Традиция
Вторым кораблём греческого флота под именем Ксифиас стала британская подлодка U-класса HMS Untiring (P59), в составе греческого флота 1945—1952.